# Mbeng I
Pour les articles homonymes, voir Mbeng.
Mbeng I est un village du Cameroun, situé dans la commune de Ngomedzap, le département du Nyong-et-So'o et la région du Centre.

## Population
En 1963, Mbeng I comptait 224 habitants, principalement des Ewondo. Lors du recensement de 2005, on y a dénombré 163 personnes.